# Помалово
Помалово — деревня в Шатровском районе Курганской области. Входит в состав Самохваловского сельсовета.
Расположена примерно в 5 км к западу от села Самохвалово.

## История
До 1917 года в составе Яутлинской волости Шадринского уезда Пермской губернии. По данным на 1926 год село Богословское состояло из 70 хозяйств. В административном отношении входила в состав Черновского сельсовета Шатровского района Тюменского округа Уральской области.

## Население
| 1989 | 2002 | 2010 |
| ---- | ---- | ---- |
| 31   | ↘23  | ↗26  |

По данным переписи 1926 года в селе проживало 303 человека (149 мужчин и 154 женщины), в том числе: русские составляли 100 % населения.